# Шелег, Михаил Владимирович
Михаил Владимирович Шелег (род. 27 сентября 1955, Корсаков, Сахалинская область) — советский и российский певец, поэт, писатель, музыкант, композитор, аранжировщик, автор-исполнитель русского шансона.

## Биография
Михаил Владимирович Шелег родился 27 сентября 1955 года в городе Корсакове Корсаковского района Сахалинской области, ныне город — административный центр Корсаковского городского округа той же области. Мать Михаила преподавала биологию в средней школе, а отец был офицером Военно-Морского флота СССР, поэтому семья Шелег неоднократно меняла место жительства, так что среднюю школу Михаил окончил в городе Лиепая Латвийской ССР.
Учась в восьмом классе, Михаил Шелег серьёзно увлёкся игрой на гитаре и уже в 1972 году создал свою первую музыкальную группу. Однако после призыва на военную службу в 1973 году, он вынужден был покинуть коллектив. Служил Михаил 2 года, сначала в «учебке» в городе Харькове (Украинская ССР), а затем в Амурской области, в составе войск ПВО. Во время службы выполнял работу художника войсковой части и руководил военным ВИА.
После увольнения в запас Михаил снова вернулся в Лиепаю, где работал художником-оформителем. В качестве художника-графика принимал участие в нескольких городских выставках, а также выставлял свои работы на нескольких персональных выставках. В рамках общественного движения «Художники — городу» участвовал в росписи стен домов. Занятия музыкой Шелег тоже не оставлял и руководил любительской рок-группой.
В 1981 году Михаил переехал в Ленинград, где устроился на работу художником по рекламе в кинотеатрах «Титан» и «Знание» на Невском проспекте.
Михаил Шелег в течение пяти последующих лет, стал членом Городского клуба песни, клуба авторской песни «Восток», как автор-исполнитель принимал активное участие в клубных концертах и фестивалях.
В 1986 году совместно с группой единомышленников принял участие в создании Экспериментального Товарищества Авторов Песен (ЭТАП) и отдал немало сил становлению этого неформального молодёжного объединения.
Шелег давал сольные концерты, а также принимал участие в сборных. Его партнёрами по сцене в разное время были рок-группы «Август», «Аквариум», «Бригада С», «АукцЫон», «ДДТ», «Пикник». Также Михаил много гастролировал по Советскому Союзу с артистами эстрады и кино, с которыми также организовывал совместные выступления.
В 1993 году Шелег приглашён на Ленинградское телевидение, где вёл авторскую программу «Северный шансон».
Совместно с Александром Новиковым, Викой Цыгановой и другими исполнителями русского шансона успешно выступает на первом фестивале шансона «Лиговка-91», который проходил в 1991 году в городе Ленинграде. Был женат, есть дочь.
С 1995 года Михаил Шелег живёт и работает в Москве.
За свою творческую карьеру выпустил несколько сольных альбомов. Помимо этого, его песни неоднократно включались в песенные шансонные сборки. Песни Михаила Шелега исполняли Гера Грач, Александр Маршал, Оксана Орлова, Катя Огонёк, Наталья Штурм, Владимир Черняков, Таня Тишинская, Александр Иванов и другие известные в среде любителей русского шансона исполнители.
Михаил Шелег принимал участие в концертах, посвящённых памяти Сергея Наговицына, Аркадия Северного, Сергея Бурмистрова и Михаила Круга.

## Дискография

### Номерные альбомы
- 1994 — В Натуре, АП!
- 1996 — Рыжая
- 1997 — По Садовому кольцу
- 1998 — Белый ангел
- 2000 — За удачу!
- 2000 — Бабочка-любовь
- 2001 — Четвёртая осень
- 2002 — Давай, закурим!
- 2005 — На перекрёстке
- 2006 — Донна Роза
- 2010 — Алые паруса
- 2014 — Любимой женщине (гитарный), часть 1, часть 2

### Творчество под псевдонимом Миша ША!
- 1996 — Резиновая Зина
- 1998 — Резиновый Ванюша
- 1999 — Третий глаз (Отмороженная)

### Магнитоальбомы и концерты
- 1985 — Гитарный концерт
- 1994 — 1-й Одесский концерт
- 1994 — 2-й Одесский концерт
- 1994 — 3-й Одесский концерт
- 1995 — 4-й Одесский концерт
- 1995 — 5-й Одесский концерт
- 1995 — Одесский концерт
- 1995 — Снова в Одессе

### Сборники
- 2000 — Легенды Русского шансона
- 2001 — Дождись (Живая серия)
- 2002 — За глаза твои карие (Серия «Легенды жанра»)
- 2004 — За глаза твои карие
- 2005 — Чайки и кресты
- 2009 — The best of
- 2011 — Новое и лучшее